# Отенай (Талдикорганська міська адміністрація)
Отена́й (каз. Өтенай) — село у складі Талдикорганської міської адміністрації Жетисуської області Казахстану. Адміністративний центр Отенайського сільського округу.
До 2006 року село називалося Зоря Комунізма.
Населення — 10262 особи (2021; 7118 у 2009, 6098 у 1999, 5429 у 1989).

## Персоналії
У селі народився Айдин Айимбетов (*1972) — перший космонавт Республіки Казахстан.